# 龍日一，你死定了
《龍日一，你死定了》（英語：You are a Dead Man，Long Riyi），2017年中國網絡劇。改编自同青春文學作家小妮子力作《龍日一，你死定了》，由麥浪影業，企鵝影視出品，贝诺影視、東方星空数娛聯合出品。由李瑤波執導、張寧編劇，邱赫南、侯佩杉、魏哲鳴、石雪婧、黄千硕等主演。
该劇分为两季，主要講述了優等生張靜美和 “校園魔頭” 龍日一相愛的故事，張靜美是个青春校園文學中的典型女主。而邱赫南所飾演的龍日一是个不折不扣的校園魔頭，当魔王遇上戲精，一系列搞笑浪漫的故事就此展開。该劇第一季于2017年12月7日在騰訊視頻首播，第二季于2018年1月11日上线。

## 播出时间
| 频道     | 所在地   | 播映日期                | 播出时间                             |
| -------- | -------- | ----------------------- | ------------------------------------ |
| 騰訊視頻 | 中国大陆 | （第一季）2017年12月7日 | 周四、五20:00更新两集 会员提前看下周 |
| 騰訊視頻 | 中国大陆 | （第二季）2018年1月11日 | 周四、五20:00更新两集 会员提前看下周 |

## 角色介绍

### 主要角色
| 演員   | 角色   | 介紹 |
| 邱赫南 | 龙日一 | 本承学院“霸王龙”，脾气暴躁的学渣，曾多次因成绩差而留级。破坏力惊人，头脑聪明且过目不忘，在机械方面有很高天赋。但由于帅气英俊，是一些女生当中的“万人迷”。直到遇上了张静美甚至变成他的上门家教时候，从冤家关系逐渐变成悲喜交情。他从小失去亲生母亲，在阴暗的封闭世界里消遣一生。 |
| 侯佩杉 | 张静美 | 本承学院转校生兼优等生，总是挂着“敢惹我?你死定了!”的口头禅，拽拽的样子，拥有利落的跆拳道身手以及超多鬼点子，加上天使与恶魔的双面性格，被粉丝戏称为“伪‘妆’魔女”，在“温柔淑女”和“抠脚女汉子”之间切换自如。与龙日一从“霸王冤家”一直走向了彼此相爱的悲喜交加。 |
| 魏哲鳴 | 龙海一 | 龙日一的哥哥，生性温柔、礼貌周到，对自己要求近乎严苛，喜欢音乐，拉得一手好提琴。 在第一季中，龙海一对白允儿有着深爱之情，却有缘无分未能走到一起。為了救下漲潮中的龙日一和张靜美，而被水捲而下落不明。 在第二季中，他被揭发其实是龙日一同父異母的亲哥哥，当年龙啸坤和杨婉莹两情相悦，却不得已和龙日一妈妈联姻，龙日一妈妈过世后，龙啸坤才有杨婉莹的消息，而当时龙氏集团有资金问题，怕年家（龙日一妈妈娘家）得知而将资金抽离，只好以继子身分进入龙家，喜歡張靜美 |
| 黄千硕 | 金淳熙 | 龙日一发小，出生于书香世家，生性高冷，帅得不食人间烟火，擅长毒舌“一针见血”绝杀“霸王龙”龙日一。喜欢张静美。 |
| 贾司特 | 游坦正 | 外号鱿鱼，龙日一小弟、坦克组合之一。电脑高手，技术宅一枚，对数字极为敏感，不爱说话，却很讲义气。 |
| 张珂源 | 克墨成 | 外号墨鱼，龙日一小弟、坦克组合之一。爱好心理学，嘴巴甜、人缘好，游走于各个女性中间而不沾身。 |
| 刘玉翠 | 甄美丽 | 张静美母亲。 |
| 刘伟   | 张德帅 | 张静美父亲。 |
| 李圣佳 | 张栋帅 | 张静美弟弟。 |
| 张双利 | 龙在渊 | 龙日一爷爷。 |
| 吴任远 | 龙啸坤 | 龙日一父亲。 |
| 龙媚   | 杨婉莹 | 董事長夫人。龙海一的親生母親；個性溫順、善解人意。一直努力的想讓自己和她的兒子海一，可以得到龙日一的認同，並接納他們成為真正的龙家人。 |
| 石强   | 黎叔   | 龙家仆人。 |

### 第一季角色
| 演員   | 角色   | 介紹 |
| 朱庭辰 | 韩芝荷 | 本承学院的大姐大，校园富家女，霸气冷漠的御姐范儿，性格直接，有头无脑，经常欺负张静美，又狂恋着龙日一的腹黑美少女。                                     |
| 曾丽瑶 | 樊冰冰 | 张静美好朋友，又爱慕着龙日一。单纯善良，同甘共苦。 |
| 徐千京 | 白允儿 | 出生于“商界数一数二”的白家，名门闺秀，生性温柔，举止优雅，待人谦和，符合一切淑女的标准。龙海一前女友，后因母亲反对和龙海一的执着下分手，最后另嫁他人。 |

### 第二季角色
| 演員   | 角色   | 介紹 |
| 石雪婧 | 罗阳阳 | 龙啸坤的私生女，實際上是龍嘯坤摯友 蘇明的女兒，从小和母亲及鬼混赌棍继父长大，天不怕地不怕的小太妹。爱憎分明、勇敢果决，擅长街头打架。后喜欢上龙海一。 |
| 彭雪   | 郭羡妮 | 她的爷爷和父辈跟随龙老爷子一起打天下，是龙氏集团董事会成员。漂亮、高挑、有头脑，堪称中国版的伊万卡·川普。                                             |

## 電視劇歌曲
| 曲序 | 曲目                                   |              | 作曲         | 演唱者   |
| ---- | -------------------------------------- | ------------ | ------------ | -------- |
| 1.   | 《两个人的恋爱》（片头曲（第一季））   | 李瑜哲       | 郑国锋       | 徐浩     |
| 2.   | 《等待》（片尾曲（第一季））           | 米小某       | 潘成         | 李佑晨   |
| 3.   | 《是毒药》（插曲）                     | 王瑞淇       | 宋辰         | 王瑞淇   |
| 4.   | 《把幸福冰一下》（插曲）               | 米小某       | 潘成         | 童可可   |
| 5.   | 《Just $wag》（插曲）                  | VEEZiE李魏西 | VEEZiE李魏西 | 邱赫南   |
| 6.   | 《就不能抱抱我吗》（插曲）             | 米小某       | 潘成         | 侯佩杉   |
| 7.   | 《别生气了》（片头曲（第二季））       | 苏井春       | 苏井春       | 校长     |
| 8.   | 《分你一半的眼泪》（片尾曲（第二季）） | 米小某       | 潘成         | 印子月   |
| 9.   | 《肌肉男》（插曲）                     | 苏井春       | 苏井春       | 徐钰昆   |
| 10.  | 《没想过爱上你》（插曲）               | 刘家泽       | 芮英杰       | 王耀辰   |
| 11.  | 《想带你到霭霭晨光里》（插曲）         | 米小某       | 潘成         | SING女团 |